# 사토 마사키
사토 마사키(일본어: 佐藤優樹, 1999년 5월 7일 ~ )는 일본의 여성 아이돌 그룹 전 모닝구무스메의 멤버. 연예사무소 J.P ROOM(업프런트 그룹) 소속.

## 모닝구무스메친구
- 10기 쿠도 하루카
- 11기 오다 사쿠라
- 12기 노나카 미키
- 13기 카가 카에데
- 14기 모리토 치사키

## 약력
- 2011년 9월 29일, 일본 무도관에서 행해진「모닝구무스메 콘서트 투어 2011 가을 사랑 BELIEVE ~다카하시 아이 졸업기념 스페셜~」에서 약 6000명이 응모한「모닝구무스메 10기 멤버「건강표」오디션」에 합격해, 모닝구무스메 제10기 멤버로 선택되었던 것이 발표되었다[1].
- 2013년 1월 4일, 작년 2012년 12월 30일부터 고열로 인해 동년 겨울에 행해진「Hello! Project 탄생 15주년 기념 라이브 2013 겨울」에 불참하였다[2].
- 2017년 1월 6일, 공식 사이트에 병원에서 진찰을 받은 결과「추간판 탈출증」이라는 진단 결과로 스테이지 활동 휴지하는 것이 발표되었으며[3], 이후 동년 2월 24일에 본인의 증상이 완화되어 스테이지 활동 재개를 발표되었다[4].
- 2021년 9월 24일, 12월 13일에 행해진 모닝구무스메。'21 단독 콘서트로 모닝구무스메。'21 그리고 헬로! 프로젝트를 졸업하는 것을 발표[5].
- 2021년 12월 13일, 일본 무도관에서 행해진「모닝구무스메。'21 콘서트 Teenage Solution ~사토 마사키 졸업 스페셜~」을 기해 모닝구무스메。'21 및 헬로! 프로젝트를 졸업하였다.
- 2022년 4월 15일, M-line club의 가입이 발표되었다[6].

## 작품

### 싱글
1. Ding Dong／ロマンティックなんてガラじゃない (2023년 3월 29일)
2. 嵐のナンバー／花鳥風月 春夏秋冬 (2024년 11월 6일)

### 착신 악곡
- Miss変換 !! / 쿠도 하루카 & 사토 마사키 (모닝구무스메'17) (2017년 5월 19일)[7]
- 笑顔の君は太陽さ (2021년 12월 14일)
- ほたる祭りの日 / 사토 마사키×미야모토 카린 (2022년 8월 13일)
- サマーナイトタウン / 다나카 레이나×사토 마사키 (2022년 8월 13일)
- すっぴん / 미야모토 카린, 오가타 리사, 사토 마사키 명의 (2023년 11월 19일)
- * C＼C(シンデレラ＼コンプレックス)'24 / SIOOM (from M-line Music) (멤버:사토 마사키, 미야모토 카린, 이나바 마나카, 오가타 리사, 오제키 마이) (2024년 3월 1일)

### DVD
- Greeting ~사토 마사키~ (2012년 7월 11일) - e-LineUP! 한정 판매

### 디지털 사진+영화 작품집
- Riho+Masaki [모닝구무스메。] (2012년 7월 6일, 나가노 히로후미 촬영, 팬 플러스 G더 텔레비전 PLUS 착신)

## 출연

### 텔레비전
- 하로프로! TIME (2011년 9월 - 2012년 5월, 테레비도쿄)
- 수학♥여자학원 (2012년 1월 11일 - 3월 28일, 니혼테레비) - 미야마스 리온 역
- 하로! SATOYAMA 라이프 (2012년 6월 - 2013년 12월 26일 , 테레비도쿄)

### 콘서트 · 라이브
단독
- 사토 마사키 Live Tour 2025 ~Ember~ (2025년 7월 26일 ~ 8월 10일, 3개 도시 6회 공연)

합동
- 콘서트 투어 2011 가을 사랑 BELIEVE ~다카하시 아이 졸업기념 스페셜~ (2011년 9월 29일 · 30일, 일본 무도관)
- M-line Special 2022 ~My Wish~ (2022년 8월 14일, 타워 홀 후나보리 대홀, 2회 공연(시크릿 게스트로서) · 25일, 토다 시 시민회관, 2회 공연 · 10월 2일, NHK 오사카 홀, 2회 공연 · 10일(정기), 나고야 시민회관, 2회 공연 · 10월 16일, 요코하마 랜드마크 홀, 2회 공연 · 11월 13일, Zepp Haneda, 2회 공연 · 23일, 센다이 GIGS, 2회 공연 · 12월 17일, NHK 오사카 홀, 2회 공연 · 24일, 메구로 퍼시몬 홀, 2회 공연(이상 게스트로서))
- M-line Special 2023 ~Magical Wish~ (2023년 6월 17일, 토다 시 문화회관, 2회 공연 · 25일, 도카이 예술극장 대홀, 2회 공연(이상 게스트로서) · 9월 23일, 센다이 GIGS, 2회 공연 · 24일, 고리야마 Hip Shot Japan, 2회 공연 · 10월 22일, OSAKA MUSE, 2회 공연 · 27일, 메구로 퍼시몬 홀, 1회 공연 · 12월 2일, 카시와 PALOOZA, 2회 공연 · 5일, 나카노 ZERO 대홀, 1회 공연 · 10일, SOUND SHOWER ark, 2회 공연)
- Hello! Project 25th ANNIVERSARY CONCERT「ALL FOR ONE & ONE FOR ALL!」ACT II (2023년 9월 10일, 국립 요요기 경기장 제1체육관)
- 오카야마현 비젠시×OCHA NORMA 지역 활성화 콘서트 나루치카 OCHA NORMA in 비젠 (2023년 11월 19일, 비젠시 시민센터) - 스페셜 게스트로서 출연.
- M-line Special 2024 ~Many well wishes~ (2024년 2월 4일, 요코하마 Bay Hall, 2회 공연(게스트로서) · 3월 23일, SOUND SHOWER ark, 2회 공연 · 5월 17일, 신주쿠 ReNY, 2회 공연(게스트로서) · 8월 12일, Yogibo META VALLEY, 2회 공연(게스트로서) · 17일, 메구로 퍼시몬 홀, 2회 공연(게스트로서))
- M-line Special 2024 Autumn ~brand new~ (2024년 9월 7일, 신주쿠 ReNY, 2회 공연 · 21일, 요코하마 Bay Hall, 2회 공연 · 22일, 나고야 Electric Lady Land, 2회 공연 · 29일, 삿포로 PENNY LANE 24, 2회 공연 · 10월 26일, 나고야 JAMMIN, 2회 공연 · 12월 1일, 기후 club-G, 2회 공연 · 28일, 요코하마 ReNY beta, 2회 공연)
- M-line Special 2024 Autumn ~brand new "more"~ (2024년 12월 7일, 메구로 퍼시몬 홀, 2회 공연)
- M-line Special 2025 Spring ~move it on~ (2025년 3월 2일, 신주쿠 ReNY, 2회 공연 · 16일, 우메다 BANGBOO, 2회 공연 · 20일, 후쿠오카 DRUM Be-1, 2회 공연 · 22일, 나고야 Electric Lady Land, 2회 공연 · 4월 19일, 삿포로 PENNY LANE 24, 2회 공연 · 27일, 카시와 PALOOZA, 2회 공연 ·29일, HEAVEN'S ROCK 사이타마 신토신 VJ-3, 2회 공연 · 5월 4일, 모리오카 CLUB CHANGE WAVE, 2회 공연 · 5월 5일, 센다이 darwin, 2회 공연 · 11일, 사쿠라자카 센트럴, 2회 공연 · 17일, Takara Osaka, 2회 공연 · 25일, 요코하마 Bay Hall, 2회 공연 · 6월 1일, 후쿠오카 DRUM Be-1, 2회 공연)
- M-line Special 2025 Autumn ~Make Some Noise!~ (2025년 9월 14일, 요코하마 Bay Hall, 2회 공연 · 15일, Takara Osaka, 2회 공연 · 21일, 삿포로 PENNY LANE 24, 2회 공연 ·27일, 센다이 darwin, 2회 공연 ·28일, 아오모리 Quarter, 2회 공연 · 10월 4일, NIIGATA LOTS, 2회 공연 · 12일, 신주쿠 ReNY, 2회 공연 · 19일, 다카마츠 MONSTER, 2회 공연 · 25일, 히로시마 LIVE VANQUISH, 2회 공연 · 26일, EVANS CASTLE HALL, 2회 공연 · 11월 3일, SOUND SHOWER ark, 2회 공연 · 8일, 후쿠오카 BEAT STATION, 2회 공연 · 9일, 신주쿠 ReNY, 2회 공연 · 15일, 고베 Harbor Studio, 2회 공연)

## 서적

### 단행본
- 마쨩과 쿠도의 하로프로 선배 탐방단 (2014년 10월 16일, 타케쇼보) ISBN 978-4-8019-0026-4

### 사진집
- 모닝구무스메 9 · 10기 1st official Photo Book (2012년 9월 10일, 와니북스)
- 아로하로! 모닝구무스메 10기 사진집 (2013년 1월 16일, 카도카와쇼텐)
- 모닝구무스메 텐키구미 BOOK (2013년 12월 1일, 와니북스)
- 비쥬얼 포토북「三角の硝子」(2018년 10월 6일, 오딧세이 출판) ISBN 978-4-8470-8156-9
- 포토북「prism」(2022년 2월 28일, 오딧세이 출판) ISBN 978-4-908643-73-6
- 모닝구무스메 9 · 10기 10th AnniversaryBOOK (2022년 4월 27일, 와니북스) ISBN 978-4-8470-8422-5

## 소속 유닛
- 모닝구무스메 (2011년 ~ 2021년)
- 하베스트 (2012년 ~ 2021년)
- 쥬린 (2013년 ~ 2021년)
- 사토노아카리 (2014년 ~ 2021년)
- SIOOM (from M-line Music) (2024년)